# The Vapors
The Vapors is een newwaveband uit Engeland, die oorspronkelijk bestond tussen 1979 en 1981. Ze hadden een wereldhit met de song Turning Japanese.

## Bandleden
- Dave Fenton (zang, gitaar)
- Ed Bazalgette (gitaar)
- Steve Smith (bas)
- Howard Smith (drums)

## Biografie
De groep komt uit Guildford in Surrey en werd gevormd door David Fenton (hij schreef de liedjes, speelde gitaar en was de zanger), Howard Smith (drums), Edward Bazalgette (leadgitaar) en Steve Smith (bas en vocalen).
De muzikale stijl van The Vapors heeft veel raakvlakken met het werk van The Jam, Secret Affair en The Jags, die in Nederland een hit hadden met "Back of my hand". The Vapors werden overigens ontdekt door Bruce Foxton, lid van The Jam.
Vooral bekend vanwege de hit "Turning Japanese" had de groep ook twee albums: New Clear Days en Magnets. Het eerste album had duidelijk een newwave-achtergrond. Het tweede album stond bol van donkere teksten, die vooral gingen over psychotische personen.
"Turning Japanese" is ook gebruikt op de soundtrack van de film Charlie's Angels uit 2000. Bovendien kwam het voor in Jackass: The Movie. En dat bracht het nummer weer onder de aandacht van de jeugd.
The Vapors gingen weer optreden en verzorgden in 2019 het voorprogramma van Foxton's  tribute-band From The Jam.

## Albums
- New Clear Days
- Magnets